# Чемпионат Австралии по футболу 2015/2016
Эй-лига 2015/2016 — 10-й сезон высшего футбольного дивизиона Австралии.

## Участники
| Клуб                     | Город      | Стадион (вместимость)         | Главный тренер   |
| ------------------------ | ---------- | ----------------------------- | ---------------- |
| Аделаида Юнайтед         | Аделаида   | Хайндмарш Стэдиум (17 000)    | Гильермо Амор    |
| Уэстерн Сидней Уондерерс | Сидней     | Парраматта Стэдиум (21 500)   | Тони Попович     |
| Брисбен Роар             | Брисбен    | Санкорп Стэдиум (52 500)      | Джон Алоизи      |
| Мельбурн Сити            | Мельбурн   | Эй-Эй-Эм-Ай Парк (30 050)     | Джон ван ’т Схип |
| Перт Глори               | Перт       | Эн-Ай-Би Стэдиум (20 500)     | Кенни Лоу        |
| Мельбурн Виктори         | Мельбурн   | Доклендс (56 347)             | Кевин Мускат     |
| Сидней                   | Сидней     | Альянс Стэдиум (45 500)       | Грэм Арнольд     |
| Ньюкасл Юнайтед Джетс    | Ньюкасл    | Хантер Стэдиум (33 000)       | Скотт Миллер     |
| Веллингтон Феникс        | Веллингтон | Вестпэк Стэдиум (36 000)      | Эрни Меррик      |
| Сентрал Кост Маринерс    | Госфорд    | Сентрал Кост Стэдиум (20 119) | Тони Уолмсли     |

## Турнирная таблица
| М  | Команда                  | И  | В  | Н  | П  | Мячи    | ±   | О  | Примечания          |
| -- | ------------------------ | -- | -- | -- | -- | ------- | --- | -- | ------------------- |
| 1  | Аделаида Юнайтед         | 27 | 14 | 7  | 6  | 45 − 28 | +17 | 49 | 1/2 финальных серий |
| 2  | Уэстерн Сидней Уондерерс | 27 | 14 | 6  | 7  | 44 − 33 | +11 | 48 | 1/2 финальных серий |
| 3  | Брисбен Роар             | 27 | 14 | 6  | 7  | 49 − 40 | +9  | 48 | 1/4 финальных серий |
| 4  | Мельбурн Сити            | 27 | 13 | 5  | 9  | 63 − 44 | +19 | 44 | 1/4 финальных серий |
| 5  | Перт Глори               | 27 | 13 | 4  | 10 | 49 − 42 | +7  | 43 | 1/4 финальных серий |
| 6  | Мельбурн Виктори         | 27 | 11 | 8  | 8  | 40 − 33 | +7  | 41 | 1/4 финальных серий |
| 7  | Сидней                   | 27 | 8  | 10 | 9  | 36 − 36 | 0   | 34 |                     |
| 8  | Ньюкасл Юнайтед Джетс    | 27 | 8  | 6  | 13 | 28 − 41 | −13 | 30 |                     |
| 9  | Веллингтон Феникс        | 27 | 7  | 4  | 16 | 34 − 54 | −20 | 25 |                     |
| 10 | Сентрал Кост Маринерс    | 27 | 3  | 4  | 20 | 33 − 70 | −37 | 13 |                     |

И — игры, В — выигрыши, Н — ничьи, П — проигрыши, Мячи — забитые и пропущенные голы, ± — разница голов, О — очки

## Финальные серии

### 1/4 финала
| Брисбен Роар             | 2:1 | Мельбурн Виктори |
| ------------------------ | --- | ---------------- |
| Маккей 88′ · Бройх 90+3′ |     | 86′ Бериша       |

| Мельбурн Сити      | 2:0 | Перт Глори |
| ------------------ | --- | ---------- |
| Форнароли 40′, 76′ |     |            |

### 1/2 финала
| Аделаида Юнайтед                                    | 4:1 | Мельбурн Сити  |
| --------------------------------------------------- | --- | -------------- |
| Джите 48′, 60′ (пен.) · Макгоуэн 88′ · Санчес 90+4′ |     | 72′ Фицджералд |

| Уэстерн Сидней Уондерерс                             | 5:4 (доп. вр.) | Брисбен Роар                                                   |
| ---------------------------------------------------- | -------------- | -------------------------------------------------------------- |
| Кастелен 26′, 53′, 59′ · Шанталаб 39′ · Видошич 102′ |                | 16′ (пен.) Д. Петратос · 20′ (авт.) Андреу · 23′, 81′ Макларен |

### Финал
| Аделаида Юнайтед                   | 3:1 | Уэстерн Сидней Уондерерс |
| ---------------------------------- | --- | ------------------------ |
| Камау 21′ · Исаяс 32′ · Санчес 89′ |     | 58′ Невилл               |